# Massaker von Prerau

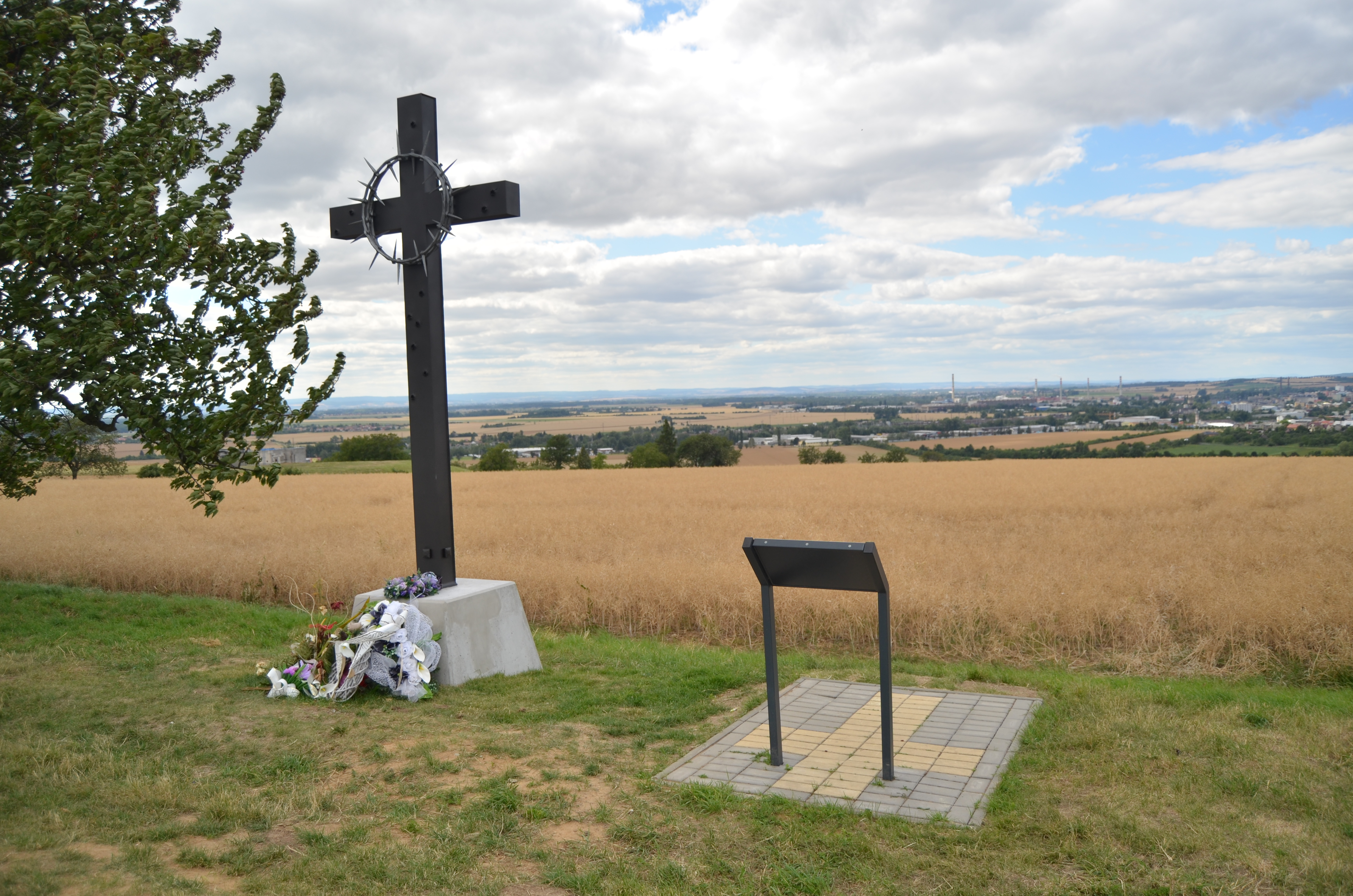
Gedenkkreuz an der Švédské šance

Beim Massaker von Prerau wurden am 18./19. Juni 1945 bei Prerau/Přerov 265 Insassen eines Flüchtlingszuges am Rangierbahnhof Přerov von einer tschechoslowakischen Einheit verschleppt und an der Švédské šance (Schwedenschanze) bei Horní Moštěnice (Ober Moschtienitz) ermordet.

## Geschichte
Die meisten der 265 Karpatendeutschen, Slowaken und Ungarn, die sich am 18. Juni 1945 im Zug auf dem Přerover Rangierbahnhof bei Lověšice befanden, stammten aus der Ober- und Unterzips. Sie waren kurz vor Kriegsende nach Nordböhmen evakuiert worden und wollten in ihre Heimat zurückkehren. Während der Zug hielt, lief ein Militärtransport mit tschechoslowakischen Soldaten in den Bahnhof von Přerov ein. Die Soldaten befanden sich auf dem Heimweg von einer Siegesfeier in Prag.
Am Nachmittag zwang der Nachrichtenoffizier Karol Pazúr, ein ehemaliges Mitglied der Hlinka-Garde, der im Dezember 1944 der Kommunistischen Partei der Tschechoslowakei beigetreten war, mit seinen Soldaten die 265 Zivilisten dazu, den Zug zu verlassen. 30 der Soldaten wurden abgestellt, um durch die Einwohner von Lověšice an der Schwedenschanze ein Massengrab im Ausmaß von 17 mal 2 Metern und einer Tiefe von zwei Metern ausheben zu lassen. Am 19. Juni, kurz nach Mitternacht, wurden die Flüchtlinge in Viererreihen vom Bahnhof weggebracht. Sie mussten sich bis zur Unterwäsche ausziehen, die persönlichen Wertgegenstände abgeben und wurden dann mit Genickschüssen ermordet. Neben den 71 Männern und 120 Frauen fielen 74 Kinder diesem Verbrechen zum Opfer. „Kinder mussten zusehen, wie ihre Mütter liquidiert wurden, andere Kinder wiederum wurden vor den Augen ihrer Mütter ermordet.“ Das jüngste Opfer war ein acht Monate alter Säugling, das älteste Opfer ein 80 Jahre alter Mann. Anschließend stahlen die Soldaten die noch im Zug befindlichen Wertgegenstände der Heimkehrer vollständig.
Von etlichen karpatendeutschen Opfern sind die Herkunftsorte bekannt. So kamen aus:
- Dobschau/Dobšiná 131 Opfer,
- Drexlerhau/Janova Lehota 36 Opfer,
- Mühlenbach/Mlynica 34 Opfer,
- Käsmark/Kežmarok 30 Opfer,
- Deutschendorf/Poprad 7 Opfer,
- Groß Schlagendorf/Vel’ký Slavkov 7 Opfer,
- Matzdorf/Matejovce 6 Opfer,
- Michelsdorf/Stráže pod Tatrami 5 Opfer,
- Einsiedel/Mníšek nad Hnilcom 4 Opfer,
- Georgenberg/Spišská Sobota 3 Opfer,
- Altwalddorf/Stará Lesná 3 Opfer,
- Hollomnitz/Holumnica 1 Opfer.

Gefragt, warum er auch die Kinder hatte umbringen lassen, antwortete Karol Pazúr später: „Was sollte ich mit ihnen anfangen, da wir ihnen ja die Eltern erschossen hatten?“ Gegen erhebliche politische Widerstände setzte der Militärstaatsanwalt Anton Rašlas durch, dass ein Strafverfahren gegen Pazúr eröffnet wurde. Nach zweijährigen Untersuchungen wurde Pazúr inhaftiert und im Januar 1949 vom Militärgericht in Bratislava zu 7 ½ Jahren Haft verurteilt. Im Berufungsverfahren erhöhte das Oberste Militärgericht in Prag die Strafe auf 20 Jahre Haft, doch nach zwei Jahren wurde Pazúr auf Grund einer Präsidentenamnestie entlassen. Fortan wurde er als Held des Widerstands gefeiert und ausgezeichnet. Pazúr war der einzige Täter, der für seine Beteiligung am Massaker von Prerau verurteilt wurde, hauptsächlich wegen seiner faschistischen Vergangenheit.

## Gedenken
Seit 1993 erinnert eine Gedenkstätte in Přerov an diesen Massenmord. Im Jahre 2018 wurde am Nordhang der Švédské šance ein vom Kunstschmied Jiří Jurda geschaffenes Kreuz aufgestellt.